# جمال الصقر
جمال الصقر ممثل ومؤلف ومخرج مسرحي بحريني من مواليد الحد عام 1962، خريج المعهد العالي للفنون المسرحية (الكويت) 1985، وهو أحد مؤسسي مسرح البيادر في مملكة البحرين، كما شغل أول رئيس مجلس إدارة لمسرح البيادرة للدورة 2005-2008.

## من أعماله
يعتبر الأستاذ جمال الصقر مؤلف درامي لعديد من الأعمال التلفزيونية ومنها:
- القناص (مسلسل بحريني)

- ريح الشمال بأجزائه الثلاثة.
- مسلسل أصيل.
- لولو ومرجان (مسلسل) (الجزء الأول والثاني).[2]
- مسلسل بحر الليل
- برنامج منشن 2
- مسلسل جديمك نديمك
- المسلسل التراثي نوح العين
- مسلسل عين الذهب
- مسلسل الجذوع
- مسلسل ريح الشمال (3 أجزاء)

كما أشرف فنياً على العديد من الأعمال المسرحية والتلفزيونية، كما يعتبر جمال الصقر مؤلف مسرحي له العديد من التأليفات أخرها مسرحية بين الجد والهزل والتي عرض في مهرجان أيام الشارقة المسرحي الدورة 27 وقد حصدت على 7 جوائز، وشارك أيضا كعضو في عدد من لجان التحكيم الفنية علي المستويين المحلي والخليجي، كما قدم العديد من الورش التدريبية الفنية والمسرحية.

## الجوائز
حصل على العديد من الجوائز في الإخراج المسرحي والنص المسرحي والنص الدرامي التلفزيوني، وفن السينوغرافيا على المستويين المحلي والخليجي والاقليمي والعالمي.
- في عام 2005 فاز بجائزة الدولة الأولى في مسابقة التأليف المسرحي عن مسرحية ظمأ المطر 2005، التي تنظمها قطاع الثقافة والفنون بمملكة البحرين.

- في عام 2007 فاز بجائزة الدولة الثالثة عن مسرحية انتظار مريم التي تنظمها قطاع الثقافة والفنون بمملكة البحرين.
- في عام 2018 فاز بجائزة التأليف في مهرجان الصواري الدولي بمملكة البحرين عن مسرحية في الحلوة والمرة.
- فاز عام 2024 حصل مسلسل "حشر مع الناس" من تأليف الأستاذ جمال الصقر لإذاعة مملكة البحرين على جائزة الشراع الذهبي
- في عام 2024 فاز بجائزة الشراع الذهبي عن المسلسل الإذاعي في غبة بحر في مسابقة الخليج العربي للإذاعة والتلفزيون كممثل وكمؤلف.
- كما شارك في العديد من المهرجانات المسرحية الخليجية والعربية والدولية كمخرج وكممثل وكمؤلف ومن أهمها في أيام الشارقة المسرحية تأليف مسرحية بين الجد والهزل لفرقة لفجيرة المسرحية والتي حصدت على عدد 7 جوائز مسرحية ومن ضمنها أفضل عرض مسرحي متكامل.

### أهم الأعمال المسرحية التي أخرجها
| #  | العرض المسرحي | سنة الانتاج |
| -- | --- | ----------- |
| 1  | الحلم الأسود - نادي بوري                                                                                             | 1985        |
| 2  | مختار المخاتير – نادي بوري                                                                                           | 1986        |
| 3  | الجدي والأرقام الجزء الأول + الجزء الثاني – نادي مدينة عيسى                                                          | 1987        |
| 4  | نطق الحجر (القضية الفلسطينية) – نادي مدينة عيسى                                                                      | 1988        |
| 5  | القدس تنادي( القضية الفلسطينية) – نادي مدينة عيسى                                                                    | 1989        |
| 6  | مسرحية مؤلف ضاع في نفسه والتي فازت في أحسن عرض مسرحي وأحسن إخراج مسرحي متميز في المهرجان المحلي                      | 1991        |
| 7  | الضفادع أحسن عرض مسرحي متميز، وأحسن إخراج مسرحي متميز وأحسن سونوغرافيا في المهرجان الخليجي الشبابي الثالث في البحرين | 1992        |
| 8  | حكاية المهرج | 1993        |
| 9  | حكايات شعبية | 1994        |
| 10 | الفشت أحسن سنوغرافيا في المهرجان المسرحي الخليجي 5 وفي المهرجان التجريبي بالقاهرة                                    | 1995        |
| 11 | سراديب أحسن ثاني عرض مسرحي في المهرجان المسرحي الخليجي الشبابي الخامس في الإمارات                                    | 1996        |
| 12 | صرخة | 1997        |
| 13 | عساف | 1999        |
| 14 | حلم ليلة المطر | 2000        |
| 15 | الكتاكيت والذئب (أطفال )                                                                                             | 2000        |
| 16 | لا تلعب وياه | 2001        |
| 17 | من أجللك يا قدس (القضية الفلسطينية)                                                                                  | 2001        |
| 18 | سدرة الحجر (القضية الفلسطينية)                                                                                       | 2002        |
| 19 | اليازره (في أيام الشارقة المسرحية) مع فرقة دبا الفجيرة                                                               | 2004        |
| 20 | مظلتي ما تزال مبللة                                                                                                  | 2006        |
| 21 | حكاية قرية (أطفال )                                                                                                  | 2008        |
| 22 | في انتظار مريم أحسن إخراج مسرحي وجائزة لجنة التحكيم التقديرية                                                        | 2008        |
| 23 | صندوق الكنز (أطفال )                                                                                                 | 2009        |
| 24 | أوبريت تستاهلين الخير                                                                                                | 2011        |
| 25 | أوبريت نطوي صفحة نبني وطن                                                                                            | 2012        |
| 26 | مسرحية في انتظار مريم – في مهرجا المونودراما الدوالي – الكويت                                                        | 2016        |

### أهم النصوص المسرحية التي قام بتأليفها
| #  | النص المسرحي | السنة |
| -- | --- | ----- |
| 1  | الضفادع | 1992  |
| 2  | حكايات شعبية | 1993  |
| 3  | خروف الإمبراطور | 1994  |
| 4  | حلم ليلة المطر | 2000  |
| 5  | لا تلعب وياه . | 2002  |
| 6  | الذئب ولكتاكيت | 1999  |
| 7  | وغنيت | 2003  |
| 8  | سفينة الإصلاح | 2002  |
| 9  | مظلتي ما تزال مبللة | 2004  |
| 10 | في انتظار مريم (ظمأ المطر ) حصلت على المركز الأول في التأليف المسرحي للمسابقة التي تنظمها وزارة الثقافة | 2008  |
| 11 | انتظار حصلت على المركز الثالث في التأليف المسرحي للمسابقة التي تنظمها وزارة الثقافة | 2009  |
| 12 | موال بحريني | 2010  |
| 13 | بلا.. ليط | 2011  |
| 14 | البمبرة والتينة | 2011  |
| 15 | سحابة ديلمون (أطفال ) | 2012  |
| 16 | سبع ليالي وليلتين وليلة | 2012  |
| 17 | الكناس والوتر | 2012  |
| 18 | ألحان الثلج | 2013  |
| 19 | عندما يبتسم المطر جائزة أحسن عرض متميز في المهرجان الخليجي لذوي الاحتياجات الخاصة | 2013  |
| 20 | أنت وين والحب وين | 2013  |
| 21 | الشمس الرائعة (أطفال) | 2013  |
| 22 | نصوص قصيرة في الألعاب الشعبية | 2014  |
| 23 | في الحلوة والمرة | 2014  |
| 24 | هوى الديره | 2015  |
| 25 | سوق الحداده | 2016  |
| 26 | اختطاف 77 | 2016  |
| 27 | بين الجد والهزل أفضل عرض مسرحي متكامل في مهرجان أيام الشارقة المسرحية مع فرقة الفجيرة | 2017  |
| 28 | مسرحية سأبحر شاركت في العديد من المهرجانات الدولية منها في دولة الكويت (مهرجان الكويت الدولي للمونودراما 2018) والمملكة العربية السعودية (مهرجان الدمام المسرحي 2018) والمملكة المغربية (مهرجان هوارة الدولي للمسرح 2019) | 2018  |

## وصلات خارجية
- جمال الصقر على موقع قاعدة بيانات الأفلام العربية